# Ingrid Lieten
 (octobre 2016).
Si vous disposez d'ouvrages ou d'articles de référence ou si vous connaissez des sites web de qualité traitant du thème abordé ici, merci de compléter l'article en donnant les références utiles à sa vérifiabilité et en les liant à la section « Notes et références ».
Ingrid M.H. Lieten, née le 20 avril 1964 à Hasselt, est une femme d'affaires et femme politique belge flamande, membre de Sp.a,, fille de la femme politique flamande Lisette Croes.

## Biographie
Elle est juriste de formation; elle est diplômée en droit et gestion publique et financière et gouvernance.
Après un bref passage au barreau, elle passa à la société de développement régionale du Limbourg et devint secrétaire communale de Maasmechelen et employée de la société de reconversion du Limbourg.
En 1997, elle siège au CA de De Lijn, dont elle devient en 2002 la directrice-générale. Elle fut proclamée six années de suite Femme d'affaires la plus puissante de Flandre par l'hebdomadaire Trends-tendances.
Elle devient le 13 juillet 2009 vice-ministre-présidente, chargée de la recherche scientifique, la Pauvreté et des Médias dans le gouvernement Peeters II.
Le 13 juin 2010, elle se fait élire pour la première fois. Elle est réélue en 2014 députée flamande et déléguée comme sénateur de communauté. Le 1er mars 2016, elle devient directrice de LifeTechValley et quitte la politique.